# OTT 항공
OTT 항공(중국어: 一二三航空, 영어: One Two Three Airlines 약자 OTT Airlines)는 상하이에 본사를 둔 항공사로 2020년 2월, 중국동방항공의 자회사로 출범했다. OTT 항공의 이름은 중화인민공화국의 철학자 노자의 '도교 3원칙'을 가리킨다.

## 역사
중국동방항공은 2020년 2월 26일 자회사로 OTT항공을 출범시켜 기존 비즈니스 제트기 운항 외에 코맥 ARJ21, 코맥 C919를 운항하고 있다.

## 보유 기종
- OTT 항공은 다음과 같이 보유하고 있다.

## 같이 보기
- 중국동방항공